# Beaufort (Carolina del Sud)
Beaufort è il centro amministrativo della contea di Beaufort nella Carolina del Sud.

## Collocazione
Beaufort ha un'area complessiva di 60,7 km², di cui 48,20 km² di terraferma e 12,50 km² di acqua.

## Film
Beaufort è stata location per diversi film, tra i quali Il grande freddo, Il principe delle maree, Il grande Santini, Forrest Gump, Qualcosa di cui... sparlare e Soldato Jane.